# Catherine Michelle de Maisonneuve
Catherine Michelle de Maisonneuve född okänt år, död 1774, var en fransk journalist. 
Hon var syster till en betjänt i kungens garderob och gifte sig med en välbärgad man vid namn Jouvert, men behöll sitt eget efternamn och kände sig uttråkad av hemmalivet. 
Hon var redaktör för Journal des Dames (1759–1778) mellan 1763 och 1766. Hon köpte 1763 tjänsten av sin företrädare Madame de Beaumer. Det var ursprungligen en lättsam modetidning för kvinnor, men blev under hennes företrädare en intellektuellt feministisk tidskrift för kvinnor. Hon fortsatte i sin företrädares spår, men på ett mer försiktigt och indirekt sätt snarare än konfrontativt, och framhävde behovet av samarbete med män för kvinnors frigörelse. Hon förespråkade kvinnors rätt till utbildning och självständighet. 
Hon presenterade 1765 tidningen för kungen, och blev samma år 'kunglig pensionär' med inkomst från kronan. Under hennes tid som redaktör upplevde tidningen en så stor framgång att den kungligt stödda motsvarigheten Mercure bad kronan att utöva censur över Journal des Dames för att hjälpa Mercure i konkurrensen, vilket ledde till att hon avgick från sin tjänst som redaktör, men dock behöll rättigheter i tidningen och lämnade den inte reellt förrän 1769.